# Fashionistas Lost
Fashionistas Lost ist ein amerikanischer Fetisch-Pornofilm des Regisseurs John Stagliano aus dem Jahr 2020. Er ist die Fortsetzung des Films Fashionistas Safado – The Challenge desselben Regisseurs aus dem Jahr 2012. Der Film wurde 2021 bei den AVN Awards als „Best Featurette Film“ ausgezeichnet.

## Handlung
Die Geschichte geht weiter mit Rocco Siffredi als Antonio auf einem verzweifelten, aber inspirierten, kreativen Moderausch. Seine Models sind die  Emma Hix und Naomi Swann, die Freundinnen spielen, die sich per Videotelefon verbinden, während Emma ein „Date“ mit Rocco hat. Sie beobachtet heimlich Emma und Rocco, während Naomi selbst von einer guckenden Drohne beobachtet wird. Rocco nutzt Hix als Vorbild für seine experimentellen, neuen Modeideen. Nachdem die Dinge schiefgehen, wird Naomi von der Drohne geführt, um ihre Freundin und Rocco zu finden. Naomi wird zum Modespiel verführt, dann zum Dreier-Sex mit Emma und Rocco.

## Wissenswertes
Fashionistas Lost sollte die erste Szene eines größeren, neuen Fashionistas-Films werden. Wegen der COVID-19-Pandemie wurde dieser Film nie fertiggestellt. Dieses Featurette wurden daher für sich allein veröffentlicht.

## Auszeichnungen
- 2021: AVN Award – Best Featurette Film[1]